# Wielkie
Wielkie – wieś w Polsce, położona w województwie lubelskim, w powiecie lubartowskim, w gminie Abramów. Stanowi sołectwo gminy Abramów.
W latach 1975–1998 wieś administracyjnie należała do ówczesnego województwa lubelskiego.
Wieś szlachecka położona była w drugiej połowie XVI wieku w powiecie lubelskim województwa lubelskiego. Do 1948 roku miejscowość była siedzibą gminy Wielkie. 

## Integralne części wsi
| SIMC    | Nazwa      | Rodzaj    |
| ------- | ---------- | --------- |
| 0378218 | Stara Wieś | część wsi |
| 0378224 | Zabuże     | część wsi |

## Historia
Wieś notowana w roku 1429 jako Welyky: 1446 Wyelke, 1464 Vyelkye, 1470–80 Vyelyko, 1533 Vyelgye.
Położona historycznie w powiecie lubelskim parafii Rudno (Długosz L.B. t. II s. 557).
Z akt ziemskich sądowych wiadomo że w 1429 roku Janusz z Płonek odstępuje trzymane w zastawie wsie Wielkie i Wola Wieliska Piotrowi Kurowskiemu za 90 grzywien. Ten sam Janusz z Płonek daje w roku 1446 synowi Jakubowi dział w Woli i Woli Wieliskiej. W roku 1464 wieś była w kluczu Kurowskim co także odnotowano w aktach ziemskich. W wieku XVI dziesięcina z całej wsi w wysokości 9 grzywien oddawana była plebanowi w Rudnie (Księga Beneficjów poz. 439 roku 1529). W latach 1531–1533 odnotowano pobór z 5 ½ łana.
Według Słownika geograficznego Królestwa Polskiego z roku 1893, Wielkie stanowiły wieś i folwark w powiecie lubartowskim, gm. Wielkie, parafii Rudno, odległe 18 wiorst od Lubartowa, w pobliżu Michowa, posiada szkołę początkową i urząd gminy.
Spis z 1827 roku pokazał tu 47 domów i 240 mieszkańców.
W roku 1886 folwark Wielkie posiadał rozległość mórg 463 w tym: grunty orne i ogrody mórg 235, łąk mórg 61, lasu mórg 147, nieużytków mórg 20. budynków murowanych 6, drewnianych 12. płodozmian 10. polowy, las nieurządzony. Od dóbr powyższych w r. 1886 oddzielono folwark Izabelmont mórg 731 i folwark Glinnik mórg 374
Poprzednio do dóbr Wielkie należały: wieś Wielkie osad 55, mórg 925; wieś Glinnik osad 43, mórg 825; wieś Abramów osad 63, mórg 1257. wieś Łąkoć osad 7, mórg 15.
Dobra te przed rokiem 1882 należały do rodziny Iżyckich, od sukcesorów Iżyckich nabył je w roku 1882 – Gross. Gmina Wielkie, należała do sądu gminnego okręgu I w Michowie, najbliższa stacja pocztowa w Kurowie. Gmina ma 16263 mórg obszaru i 3947 mieszkańców. Prócz 45 żydów sami katolicy.(Opisu dostarcza Bronisław Chlebowski w Słowniku tom XIII str.342).
Urodził się tu Tadeusz Gniot – polski szachista, żołnierz Armii Krajowej, z zawodu nauczyciel matematyki.